# Tophane

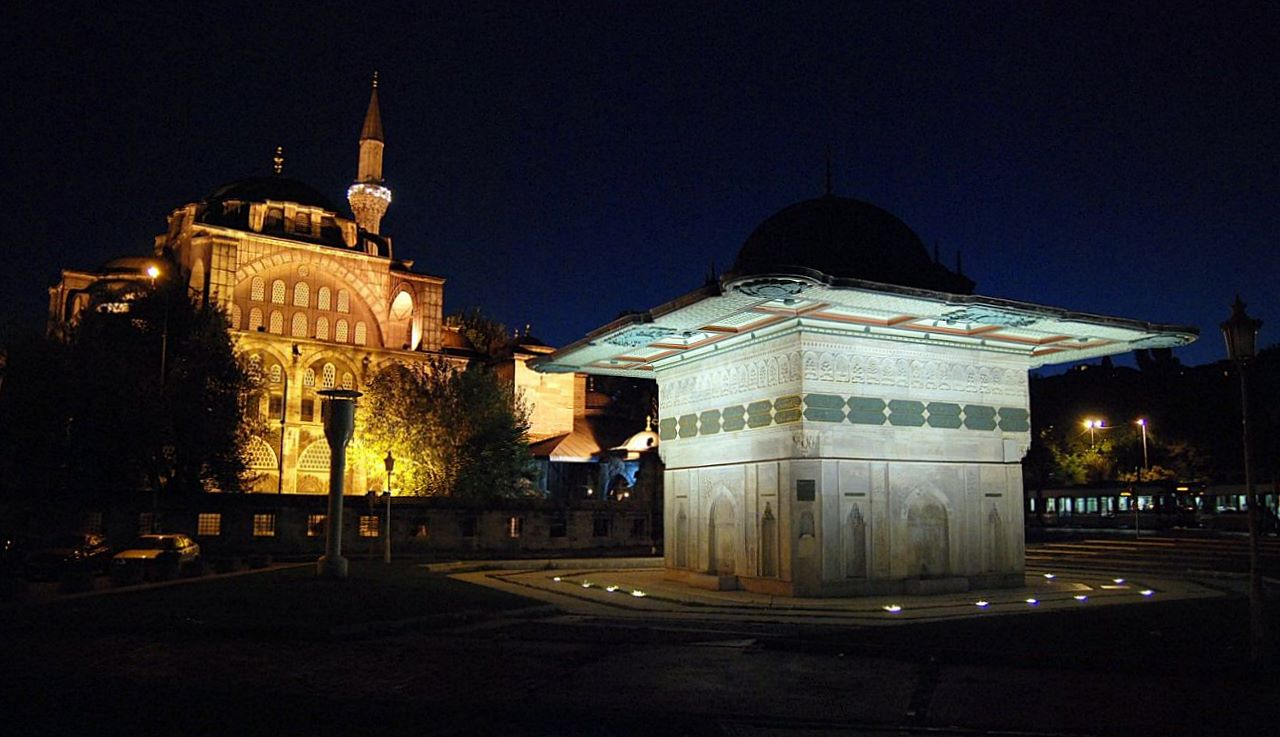
Kılıç-Ali-Pascha-Moschee und Tophanebrunnen

Tophane ist ein Stadtviertel im Zentrum von Istanbul. Es liegt im Bezirk Beyoğlu (Pera) am europäischen Ufer des Bosporus, etwa 500 Meter südöstlich der Istanbuler Haupteinkaufsstraße İstiklal Caddesi. Der türkische Name bedeutet „Kanonenhof“ (Zeughaus).
Das Gebiet liegt auf Meereshöhe unterhalb des auf Hügeln gelegenen eigentlichen Beyoğlu. Direkt südlich angrenzend, an der Mündung des Goldenen Horns in den Bosporus, liegt das Quartier Karaköy, das alte Galata. Nach Norden, entlang des Ufers, folgen die Viertel Fındıklı und Kabataş, landeinwärts am Hügel Cihangir.
Das heutige Tophane ist seit byzantinischer Zeit besiedelt. Nach dem Stadtteil wurde der 1886 hier ausgehandelte Tophane-Vertrag benannt, in dem das Osmanische Reich Gebiete an Bulgarien abtrat. Während Beyoğlu/Pera bis heute das Zentrum des „europäischen“ Istanbul ist und im 19. und frühen 20. Jahrhundert zahlreiche aus Westeuropa stammende Bewohner hatte, war Tophane eines der Wohngebiete der ost-christlichen Istanbuler, vor allem Phanarioten (Griechen) und Armenier, sowie von Juden. Nachdem die christliche Minderheit in der Türkei durch Völkermord, Vertreibung und Pogrome weitgehend ausgelöscht wurde, übernahmen Binnenmigranten, darunter viele Kurden und Roma, die Wohnungen und das Wohnviertel der Geflohenen. In jüngster Zeit findet in Form starker Gentrifizierung ein erneuter Verdrängungsprozess statt, in dessen Folge ein starker Zuzug einer gebildeten, urbanen Mittelschicht in das attraktive und zentral gelegene Quartier stattfindet.
Die Hauptstraße von Tophane ist der parallel zum Bosporus verlaufende Straßenzug Kemeraltı und Meclis-i Mebusan Caddesi. Auf diesem verkehrt die Straßenbahnlinie T1, die im Zentrum des Viertels eine Haltestelle Tophane besitzt. Zu den bekanntesten Bauwerken und Einrichtungen zählen die Kılıç-Ali-Pascha-Moschee (auch Tophane-Moschee, Sinan, 1578–1581), der Tophane-Brunnen, die  Nusretiye-Moschee (Krikor Balyan, 1823–26), das Kunstmuseum Istanbul Modern und die Mimar-Sinan-Universität der schönen Künste. 
Jörg Fauser thematisiert das Leben in Tophane in seinem Roman Rohstoff.